# Grand Guignol

Tourneeplakat des Theatre du Grand Guignol de Paris

Grand Guignol [gʁɑ̃ giɲɔl] kommt aus dem Französischen und bedeutet „großes Kasperle“. Der Guignol ist das französische Pendant zur Kasperlefigur. 
Grand Guignol ist auch eine Gattungsbezeichnung für grotesk-triviale Grusel- und Horrorstücke. 
Das Grand Guignol setzte das im 18. Jahrhundert im Geiste der Aufklärung entwickelte Theater der Empfindsamkeit mit direkteren und rabiateren Mitteln fort.

## Théâtre du Grand Guignol
Das Théâtre du Grand Guignol im Pariser Vergnügungsviertel Pigalle war von 1897 bis 1962 ein einzigartiges Theater an der Rue Chaptal. Die ehemalige Kapelle war mit 293 Sitzplätzen das kleinste Theater in Paris. Es war spezialisiert auf Horror. Von ihm gingen Impulse sowohl zum „entfesselten Theater“ der Moderne wie zum Splatter- und Horrorfilm der USA aus. 
Neben den populären Gruselstücken zeigte das Theater noch verschiedene andere Stilrichtungen.
Jeden Abend wurden fünf bis sechs kurze Stücke gezeigt, darunter spannende Krimis und zur Auflockerung meist derbe Komödien, die aufgrund ihrer Inhalte für die damalige Zeit meist als äußerst anstößig galten.
„Theaterdirektor und Autoren mochten sich, halb kokett, dagegen verwahren, auf ein «Genre Grand-Guignol» festgelegt zu werden, und gelegentlich beteuern, daß ihr Theater nicht nur das des Entsetzens, sondern auch das des Lachens sei: das komische Stück, die Farce, der witzige Dialog sind ganz offensichtlich an diesem Theater nie mehr gewesen als das nötige Intermezzo, um die Zuschauer aus der Ohnmacht der Angst soweit zu lösen, als es bedurfte, um ihr Verlangen nach einer neuen Dosis starker Emotionen wiederzuerwecken.“

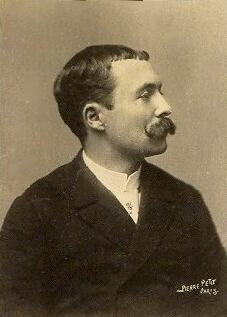
Oscar Méténier

Der Theaterautor Oscar Méténier gründete das Grand Guignol 1897, nachdem er ein Jahr zuvor das ehemalige Atelier des Malers Georges-Antoine Rochegrosse erworben hatte. Seine Inspiration bezog er speziell aus dem Théâtre Libre des André Antoine und dem Naturalismus im Allgemeinen. An einem Abend wurden etwa detailliert Morde und Vergewaltigungen, Geistererscheinungen, Krankheitsepidemien und Selbstmorde inszeniert. Max Maurey übernahm die Leitung von 1898 bis 1914. Er machte das Theater für seine Auswahl an spannenden und schockierenden Horrorstücken berühmt – durchschnittlich fielen in einer Vorstellung zwei Personen in Ohnmacht. Maurey engagierte André de Lorde, einen von dem Psychologen Alfred Binet beeinflussten Schriftsteller. Stücke wie L'Homme de la Nuit über einen Nekrophilen oder L'Horrible Passion über eine Kindsmörderin waren die Folge.
Als die berühmteste Darstellerin des Grand Guignol galt Paula Maxa. In ihrer Karriere von 1917 bis in die 1930er Jahre verkörperte sie meist Opferrollen – neben über 3.000 Vergewaltigungen wurde sie öfter als 10.000-mal auf 60 verschiedene Arten ermordet.
Camille Choisy, der viel Wert auf visuelle und akustische Spezialeffekte legte, leitete das Theater von 1914 bis 1930. Das Stück Le cabinet du Dr. Caligari, bereits seit 1919 als Film bekannt, fand hier 1925 seine Premiere. Jack Jouvin, Leiter von 1930 bis 1937, fokussierte wieder psychische Abgründe. In der Zwischenkriegszeit erlebte das Theater dabei seine beste Zeit.
Als wegen sinkender Besucherzahlen das Theater 1962 schließen musste, sagte der letzte Leiter, Charles Nonon: „Mit Buchenwald konnten wir nie gleichziehen. Vor dem Krieg wusste jeder, dass die Geschehnisse auf der Bühne unglaublich sind. Heute wissen wir, dass solche Dinge – und noch schlimmere – wahr sein können.“
Noch während der Blüte des Grand Guignol wagte der britische Produzent José Levy den Versuch, den Stil nach London zu importieren.
Im Jahr 1920 übernahm er das Little Theatre und zeigte dort sowohl Übersetzungen von Originalstücken (u. a. The Hand Of Death von André de Lorde) als auch eigenständige Produktionen. Für die bekannte Schauspielerin Sybil Thorndike waren ihre Auftritte auf Levys Bühne der Start in eine große Theaterkarriere.
Nach nur zwei Jahren musste Levy seinen Traum beenden. Die Zensur durch den Lord Chamberlain machte das Projekt unmöglich, viele Stücke wurden nicht zugelassen oder maßgeblich verändert. Obwohl vergeblich, erhielt Levy 1934 als Anerkennung für seine Anstrengungen zur Verbreitung des Grand Guignol die Légion d’honneur.

## Moderne Grand Guignol-Gruppen
Die älteste Theatergruppe, die in neueren Zeiten Stücke im Stil des Théâtre du Grand Guignol aufführte, waren die Thrillpeddlers in San Francisco, die bis 2017 über 20 Jahre lang aktiv waren.
In Deutschland gibt es seit 2011 Das Hamburger Horrortheater. Die freie Theatergruppe produziert neben Grand Guignol auch ernste Schauerdramen, Radiohörspiele und Lesungen.
Oft benutzen auch Pop- und Rockmusiker bei ihren Auftritten Elemente des Grand Guignol, so etwa Alice Cooper, der während seiner Auftritte seine Hinrichtung durch Köpfen oder Erhängen simuliert oder in eine Zwangsjacke gesteckt wird.